# Tirion
Tirion est une ville fictive du légendaire de l'écrivain britannique J. R. R. Tolkien, apparaissant dans Le Silmarillion. Elle est située sur la colline de Túna, dans le défilé de Calacirya à Valinor.
C'était la capitale des Noldor. Finwë gouvernait depuis Tirion, et ses fils Fëanor, Fingolfin et Finarfin y vivaient. À l'origine, Tirion était aussi peuplée de Vanyar, mais avec le temps ceux-ci se retirèrent à Valmar.

## Histoire externe
Dans des versions plus anciennes de la mythologie élaborée par Tolkien (cf. Histoire de la Terre du Milieu), la ville était appelée Kôr.

### Paronyme
- Tyrion Lannister, personnage de fiction